# Цулпи-Риве (Виченца)
Цулпи-Риве је насеље у Италији у округу Виченца, региону Венето.
Према процени из 2011. у насељу је живело 36 становника. Насеље се налази на надморској висини од 705 м.